# Чарлз Доу
Чарлз Генрі Доу (англ. Charles Henry Dow) (6 листопада 1851 — 4 грудня 1902) — американський журналіст та співзасновник Dow Jones & Company разом з Едвордом Джонсом та Чарлзом Бергстресором. Доу також засновник The Wall Street Journal, нині однієї з найвпливовіших фінансових газет світу. Він також створив відомі індекси Доу-Джонса як інструмент дослідження фінансового ринку. Доу розвивав серію принципів для розуміння і аналізу поведінки ринку, яка пізніше стала відомою як Теорія Доу, фундамент для технічного аналізу.